# Escàndol Lewinsky
L'escàndol Lewinsky (en anglès: Lewinsky scandal) va ser un escàndol sexual, polític social que va sorgir el 1998, quan es va revelar que el president dels Estats Units Bill Clinton, de 49 anys, i una empleada de la Casa Blanca de 22 anys, Monica Lewinsky, havien tingut relacions extramatrimonials a la sala oval de la Casa Blanca.
L'escàndol va ser esbombat el gener de 1998, quan The Washington Post i alguns mitjans més van publicar l'afer entre Clinton i Lewinsky. La raó per la qual la premsa es va assabentar de les relacions mantingudes entre el president i la becària va ser que Linda Tripp, una amiga de Lewnisky funcionària del Ministeri de Defensa, va gravar una conversa que havien mantingut elles dues en la qual Lewinsky explicava les trobades amb Clinton.
Uns mesos després, quan en el cas de Paula Jones (una dona que va acusar Clinton d'assetjament sexual) Lewinsky va assegurar que mai havia tingut contacte físic amb el president, Linda Tripp li va passar les gravacions a Kenneth Starr, l'advocat i conseller que estava investigant Clinton pel cas Jones o la controvèrsia Whitewater, entre d'altres. La notícia va explotar immediatament arreu del món i el president la va negar immediatament. Acompanyat de la seva dona Hillary Clinton, va declarar públicament el dia 26 del mateix mes que "vull que m'escolti el poble americà: jo no vaig tenir relacions sexuals amb aquesta dona. Jo mai li vaig dir a ningú que mentís, ni una sola vegada; mai. Aquestes al·legacions són falses ". L'escàndol és també referit amb els noms "Monicagate", Lewinskygate","Tailgate","Sexgate", i "Zippergate".
El 8 d'octubre de 1998 la Cambra de Representants dels Estats Units va votar per iniciar els procediments contra Bill Clinton per mentir sota jurament i obstrucció de la justícia, derivats de la demanda d'assetjament sexual presentada contra Clinton per Paula Jones i del testimoni de Clinton negant una relació sexual amb Monica Lewinsky. El 19 de desembre de 1998 es va anunciar el judici al Senat fins al gener de 1999, presidint el jutge en cap William Rehnquist, en el qual el 12 de febrer, Clinton va ser absolt d'ambdues acusacions.